# Timor Gap Treaty

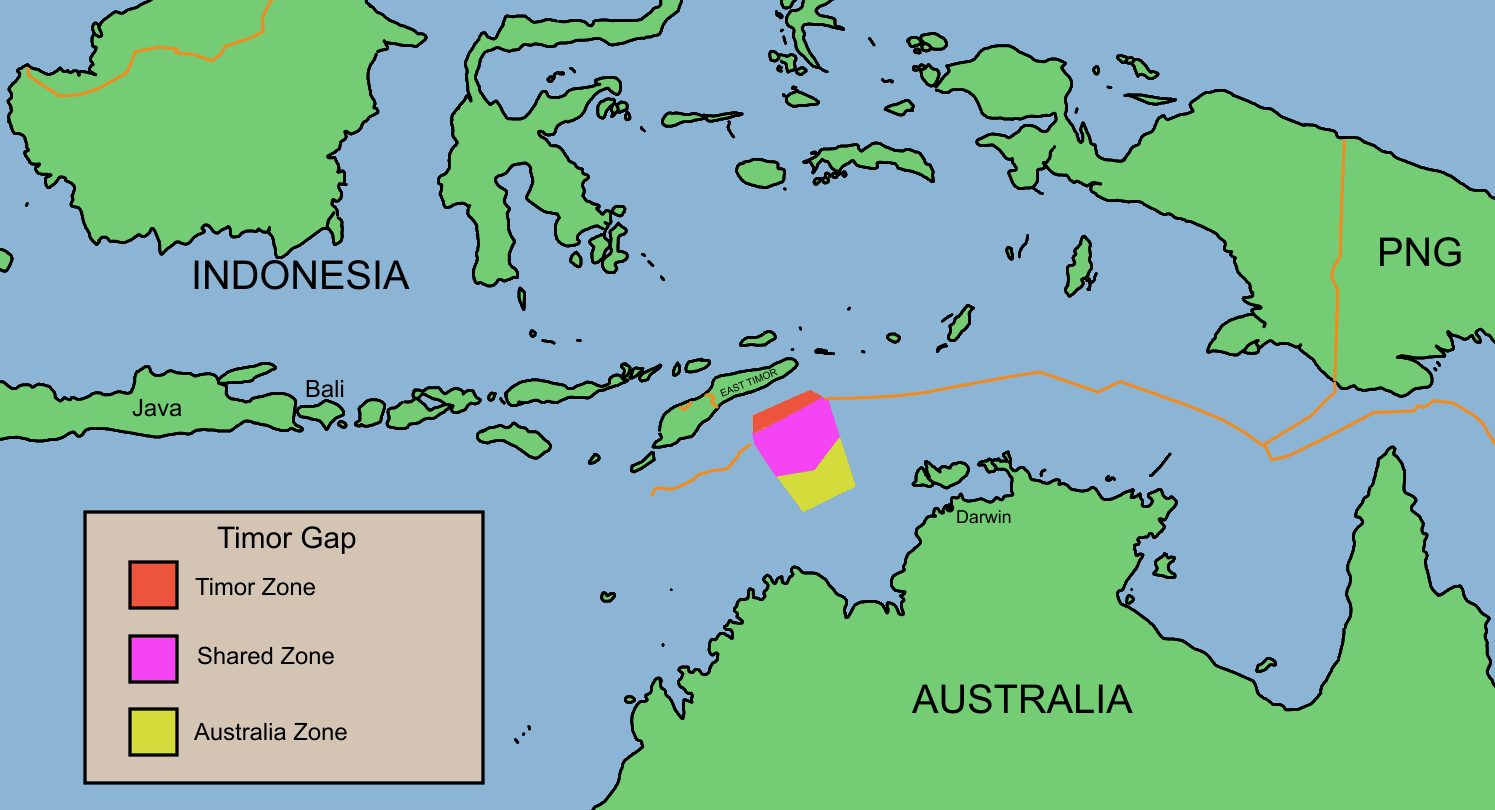
Kooperationszonen nach dem Timor Gap Treaty

Der Timor Gap Treaty (deutsch Vertrag zur Timorlücke) war ein Vertrag zwischen Australien und Indonesien über die Nutzungsrechte eines Seegebietes in der Timorsee, der sogenannten Timor Gap.

## Geschichte
1963 erhielt die australische Firma Woodside Petroleum von Australien die Erlaubnis, in der Timorsee nach Erdöl zu suchen. Mit Portugal konnte sich Australien aber nicht über den Grenzverlauf zur Kolonie Portugiesisch-Timor einigen. Australien forderte eine Grenzziehung entlang dem Ende des australischen Kontinentalschelfs, Portugal verlangte eine Orientierung entlang der Mittellinie zwischen den Küsten Timors und Australiens.
Mit Indonesien vereinbarte Australien 1972 eine entsprechende Grenzziehung zwischen den beiden Staaten in der Timorsee, womit Australiens Seegrenze nach Norden nur noch eine Lücke (englisch Gap) zu Portugiesisch-Timor hatte, die sogenannte „Timor Gap“. 1975 kam es im Zuge der Entkolonisierung Osttimors zum Bürgerkrieg zwischen den Parteien des Landes. Die portugiesische Kolonialverwaltung zog sich zurück und Indonesien begann die Grenzregionen zu besetzen. Als die aus dem Bürgerkrieg siegreich hervorgegangene FRETILIN am 28. November 1975 einseitig die Unabhängigkeit ausrief, startete Indonesien am 7. Dezember mit Rückendeckung Australiens mit der Invasion in das restliche Staatsgebiet und annektierte Osttimor 1976 als seine 27. Provinz. International wurde dies nicht anerkannt. Offiziell galt das Gebiet als „portugiesisches Territorium unter indonesischer Verwaltung“.
Am 11. Dezember 1989 wurde der Timor Gap Treaty zwischen den Regierungen Indonesiens und Australiens über die Aufteilung der Nutzungsrechte geschlossen; er trat am 9. Februar 1991 in Kraft. Um Streitigkeiten über die Seegrenze zu vermeiden, wurde die Frage dazu einfach ausgeklammert. Stattdessen schuf man drei Kooperationszonen (zones of cooperation), in denen beide Länder gemeinsam Erdöl fördern wollten. In Zone A (auf der Karte in pink) sollten die Steuergewinne zu je 50 % an die Partner gehen, in Zone B (auf der Karte gelb) sollte Indonesien 10 % der von Australien eingenommenen Steuern erhalten und in Zone C (auf der Karte rot) Australien 10 % der Steuern Indonesiens. Portugal verklagte Australien wegen des Timor Gap Treaty vor dem Internationalen Gerichtshof, doch das Gericht konnte keine Verhandlung durchführen, da Indonesien sich weigerte daran teilzunehmen.
Mit dem Abzug der indonesischen Besatzer und der Unabhängigkeit Osttimors am 20. Mai 2002 wurden die Nutzungs- und Eigentumsrechte wieder Thema neuer Verhandlungen.